# Хенцини (гміна)
Гміна Хенцини (пол. Gmina Chęciny) — місько-сільська гміна у східній Польщі. Належить до Келецького повіту Свентокшиського воєводства.
Станом на 31 грудня 2011 у гміні проживало 15082 особи.

## Територія
Згідно з даними за 2007 рік площа гміни становила 127.57 км², у тому числі:
- орні землі: 66.00%
- ліси: 22.00%

Таким чином, площа гміни становить 5.68% площі повіту.

## Населення
Станом на 31 грудня 2011:
| Опис     | Загалом | Загалом | Чоловіки | Чоловіки | Жінки | Жінки |
| -------- | ------- | ------- | -------- | -------- | ----- | ----- |
| одиниця  | осіб    | %       | осіб     | %        | осіб  | %     |
| все      | 15082   | 100     | 7469     | 49.52    | 7613  | 50.48 |
| міське   | 4458    | 100     | 2231     | 50.04    | 2227  | 49.96 |
| сільське | 10624   | 100     | 5238     | 49.30    | 5386  | 50.70 |

## Сусідні гміни
Гміна Хенцини межує з такими гмінами: Малоґощ, Моравиця, Пекошув, Новіни, Собкув.